# Zappeion

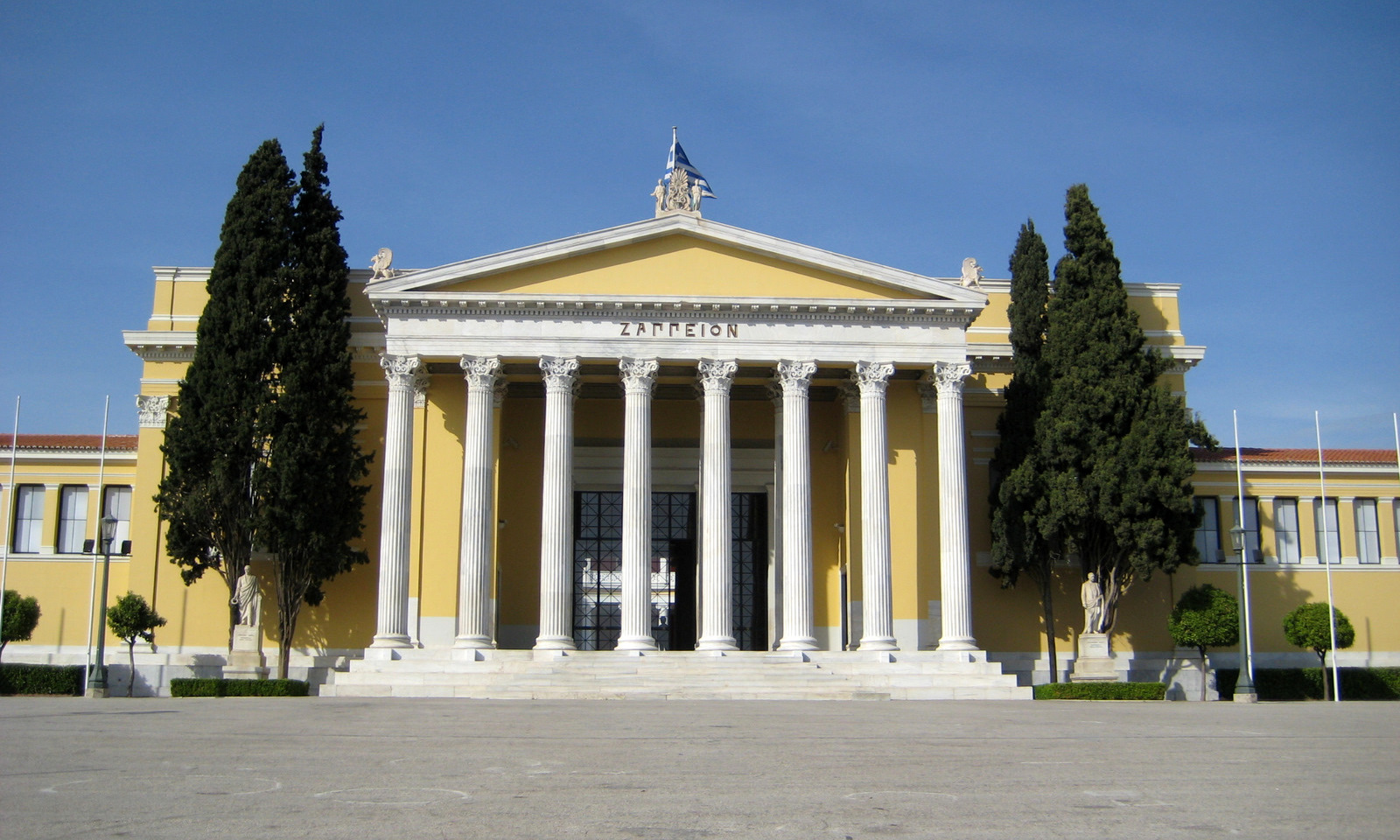
Zappeion

Das Zappeion ist ein 1888 eingeweihtes klassizistisches Gebäude am südlichen Rand der Athener Innenstadt, entworfen von Theophil Hansen und errichtet von Ernst Ziller.

## Gebäude

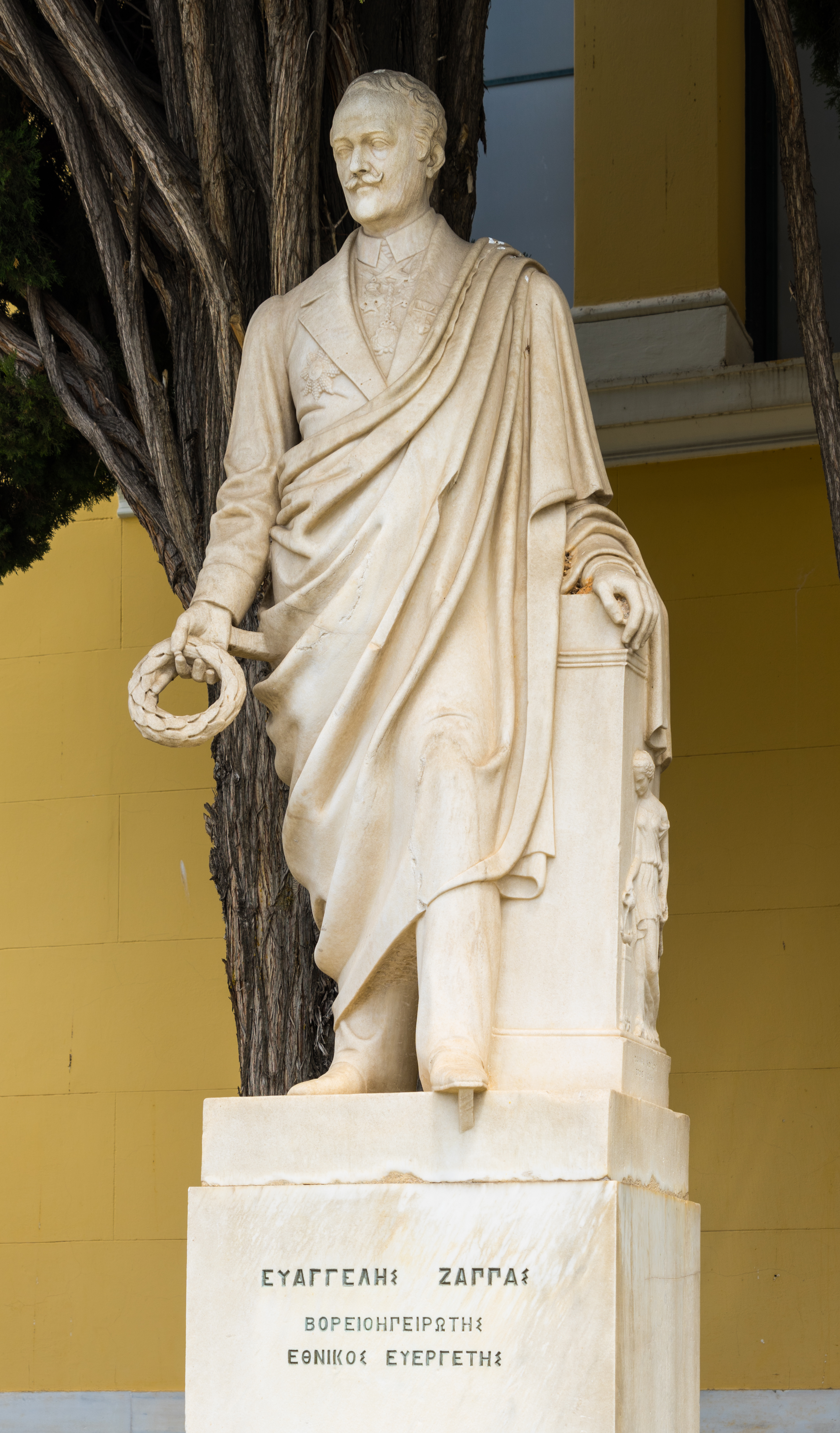
Statue von Evangelos Zappas vor dem Gebäude

Die Errichtung erfolgte zur Erfüllung des Vermächtnisses von Evangelos Zappas, dem Begründer der Olympien (eines Vorläufers  der Olympischen Spiele), der nach seinem Tod 1865 den größten Teil seines Vermögens dem Komitee der Olympien unter der Bedingung vermacht hatte, eine geeignete Stätte für die Olympien zu errichten. Mit jahrelanger Verspätung fand am 20. Januar 1874 die offizielle Grundsteinlegung statt, nachdem bereits zahlreiche Vorarbeiten getätigt worden waren. Das wenig später begonnene (aber wesentlich später geplante) österreichische Parlament folgte dem gleichen Baustil. Mit Fertigstellung des Zappeions im Jahr 1888 erhielt das Gebäude den Namen seines Mäzens. Anlässlich der Einweihung im Oktober 1888 wurden auch die vierten Olympien eröffnet.

Das Zappeion

## Nutzung

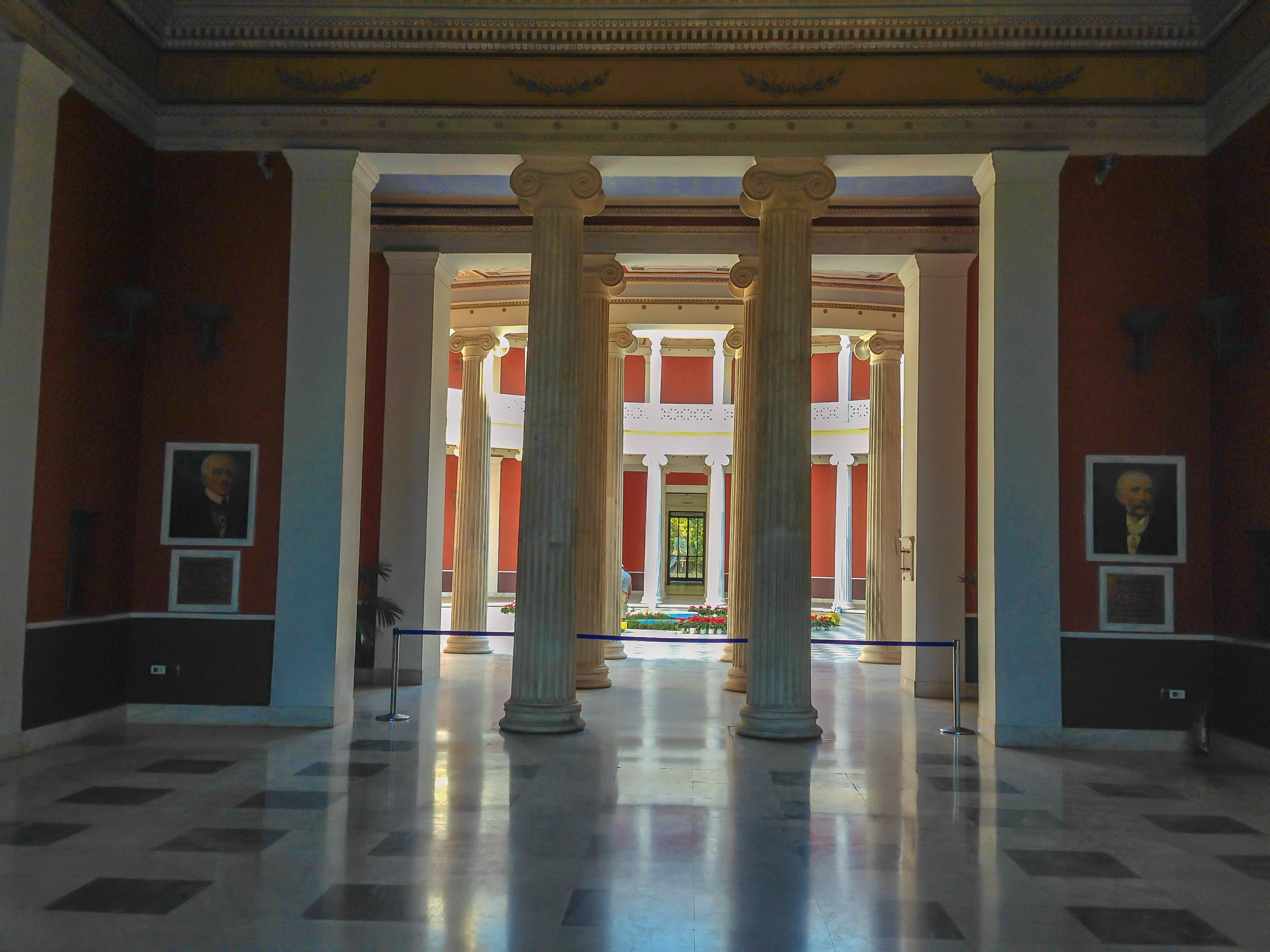
Die Haupthalle

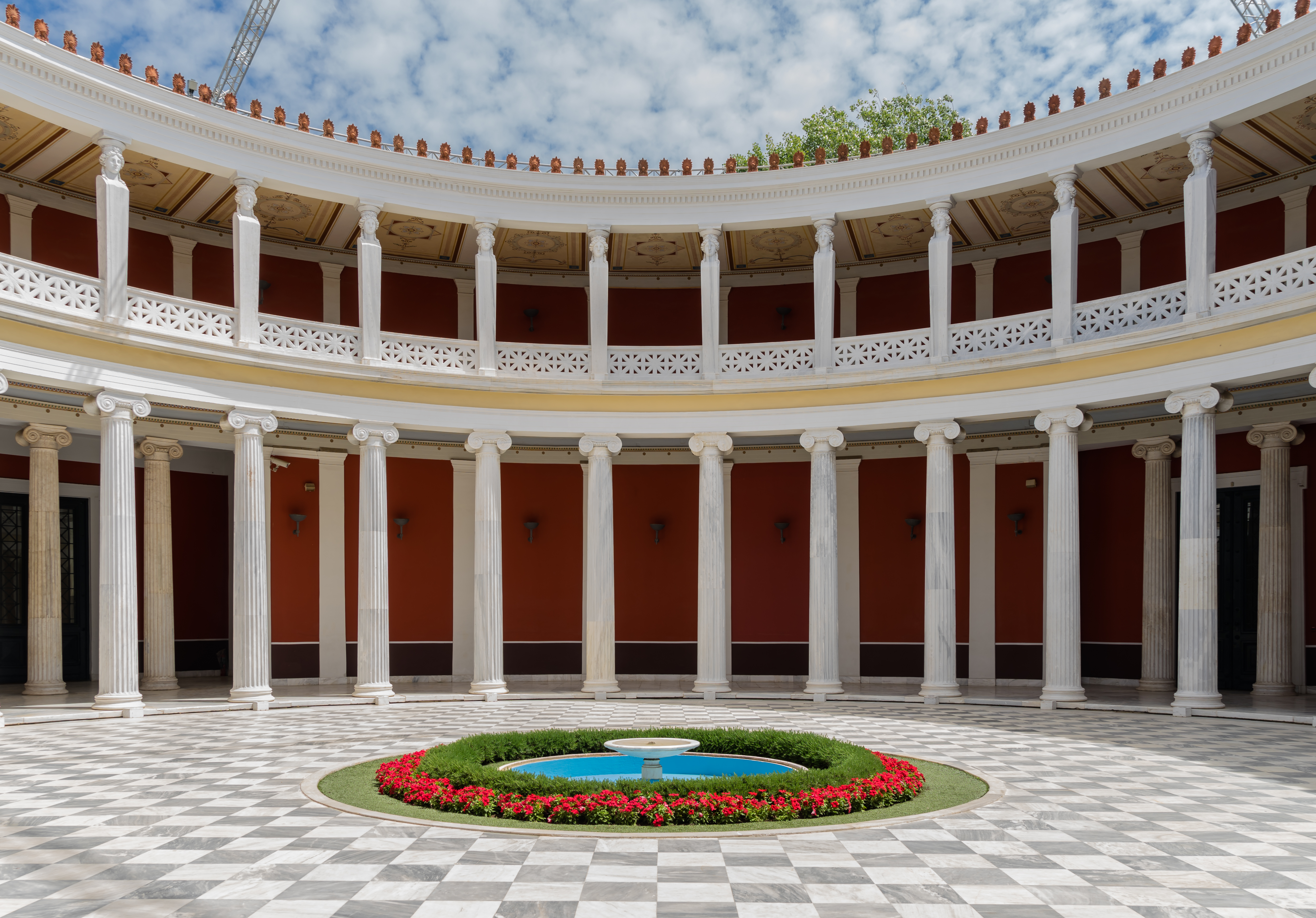
Das kreisförmige Atrium

Von Anfang an war das Zappeion als Multifunktionsgebäude geplant, allem voran für Warenmessen, von denen die erste 1888 abgehalten wurde. 1896 wurde es für die ersten Olympischen Spiele der Neuzeit als Wettkampfstätte für das Fechten genutzt, und bei den Olympischen Zwischenspielen 1906 wurde es als erstes Olympisches Dorf genutzt.
1938 wurde für ein Jahr die Exposition de Produits Helléniques veranstaltet, eine Industriemesse die alle wichtigen industriellen Erzeugnisse des Landes zeigte und auch die Ausstellung Chara kai Ergasia (Freude und Arbeit) zeigte. 
Das Zappeion diente häufig als Ausweichstätte, wenn andere spezielle Gebäude oder Strukturen nicht zur Verfügung standen. So diente es 1940 als Lazarett der griechischen Streitkräfte und ab 1944 als Kaserne der Wehrmacht. Vom 1. April bis zum 15. Juni 1964 fand die Kunstausstellung Byzantine art, an European art statt, und vom 14. bis zum 21. April 1966 die Musikveranstaltung 1st Hellenic week of contemporary music. 1974 nach dem Sturz der Junta diente das Gebäude kurzfristig als Presse- und Informationszentrum des Staates.
Beliebt ist das Gebäude für Tagungen und Kongresse, allem voran wegen der großen Rotunde. Diverse europäische Veranstaltungen wurden im Gebäude abgehalten: so wurde dort 1979 der Beitritt Griechenlands zur Europäischen Gemeinschaft unterzeichnet, 1990 die EBU/EC Konferenz Women and men in broadcasting: equality in the 90's abgehalten und 2000 die Oceanography of the eastern Mediterrranean and Black Sea der Europäischen Kommission.

## Beteiligte Architekten
- François-Louis-Florimond Boulanger (1807–1875), erste Entwürfe 1856
- Theophil Hansen (1813–1891), Modifizierung der Pläne und Ausführung
- Ernst Ziller (1837–1923), Bauleitung vor Ort für Hansens Büro
- Umbau und Restaurierung 1982: Vassilis Sgoutas (* 1934)

Koordinaten: 37° 58′ 17″ N, 23° 44′ 11″ O